# Bronisława Janowska
Bronisława Rychter-Janowska (tên khai sinh: Bronisława Janowska, sinh ngày 13 tháng 7 năm 1868 - mất ngày 29 tháng 9 năm 1953) là một họa sĩ người Ba Lan thuộc trường phái hiện thực và có liên hệ với phong trào Ba Lan trẻ. Các tác phẩm của nghệ sĩ được trưng bày trong nhiều bộ sưu tập tư nhân và nhà nước, bao gồm Bảo tàng Lịch sử Kraków, Bảo tàng Quốc gia Ba Lan và Bảo tàng Vatican.

## Cuộc đời
Bronisława xuất thân trong một gia đình quý tộc. Bà học hội họa ở Munich từ năm 1896 đến năm 1902.
Năm 1900, Bronisława kết hôn với họa sĩ Tadeusz Rychter. Cuộc hôn nhân này không mang lại hạnh phúc và chỉ kéo dài trong tám năm. Ông Rychter ruồng bỏ bà để sống với tình nhân Anna May-Rychter, một họa sĩ người Đức cũng xuất thân từ một gia đình quý tộc.

## Sáng tác

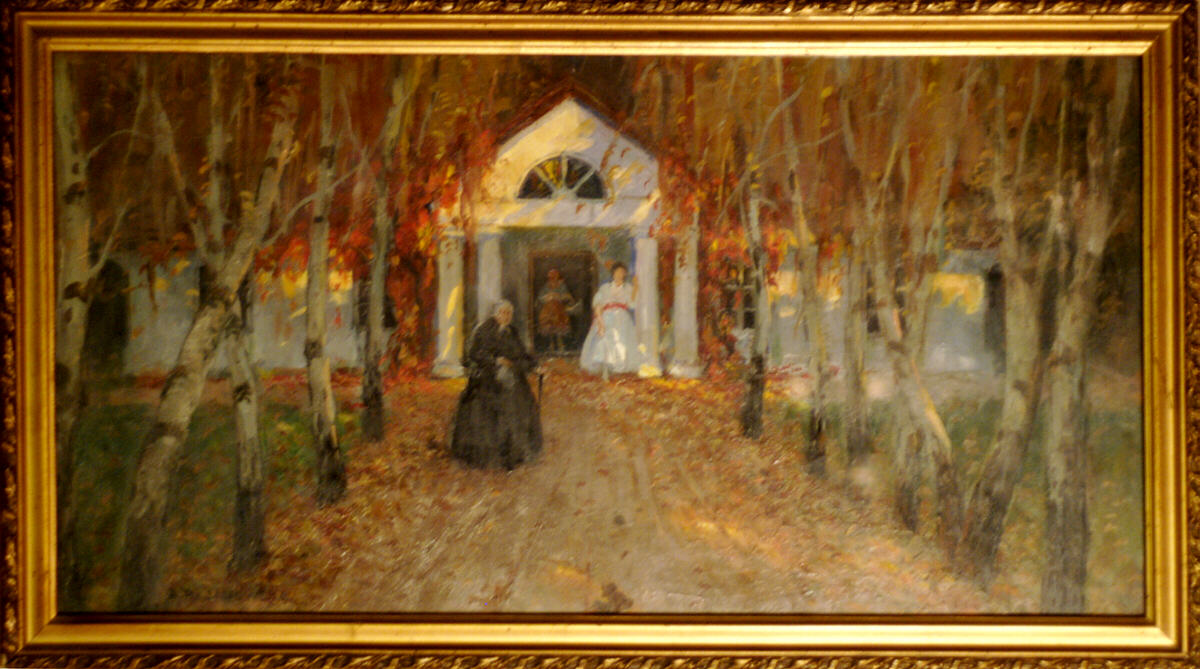
Dames đứng trước một trang viên (tranh sơn dầu trên vải)

Sau cuộc hôn nhân tan vỡ với họa sĩ Tadeusz Rychter, Bronisława chuyển đến sống tại Stary Sącz vào năm 1908. Tại đây, bà đã mở một trường nghệ thuật, và gây ra tranh cãi với việc trưng bày các nghiên cứu khỏa thân, nên dẫn đến việc trường học bị đóng cửa chỉ một năm sau đó. Bà đi đến Ý, Bắc Phi và Thổ Nhĩ Kỳ. Sau đó, bà ở lại Roma, Napoli và Sicilia để vẽ tranh phong cảnh, cảnh đường phố và nghiên cứu tượng.
Năm 1927, Bronisława tổ chức một buổi triển lãm với 140 bức tranh sơn dầu. Các bức tranh của Bronisława cũng được triển lãm ở Warsaw, Praha, Vienna, Roma, Venice và Florence. Năm 1939, bà được trao tặng Huân chương Chữ thập vàng.
Bronisława đã ngừng vẽ tranh trong Thế chiến thứ hai do gặp vấn đề về thị lực. Bà nhận nuôi một bé gái, Matylda Janowska. Trong phần lớn cuộc đời, bà đã ghi chép lại nhật ký.